# تیچیکو (بازیکن فوتبال)
تیچیکو (به پرتغالی: Anderson Simas Luciano) هافبک اهل برزیل است که در شهر کوریتیبا و در تاریخ ۱۱ آوریل ۱۹۷۶ به دنیا آمده‌است.
تیچیکو در تیم‌های فوتبال Paraná سابقهٔ حضور دارد.